# Буковец (округ Кошиці-околиця)
Буковець (словац. Bukovec) — село в окрузі Кошиці-околиця Кошицького краю Словаччини. Площа села 10,85 км². Станом на 31 грудня 2016 року в селі проживало 822 жителі.

## Історія
Перші згадки про село датуються 1347 роком.

## Населення
| Рік:            | 1994. | 2004.    | 2014. | 2024.   |
| --------------- | ----- | -------- | ----- | ------- |
| Кількість осіб: | 594   | 700      | 805   | 881     |
| Різниця:        |       | +17,84 % | +15 % | +9,44 % |

| Рік:            | 2023. | 2024.   |
| --------------- | ----- | ------- |
| Кількість осіб: | 856   | 881     |
| Різниця:        |       | +2,92 % |